# Nevern
Nevern est une communauté du pays de Galles, au Royaume-Uni, située dans le comté du Pembrokeshire.

## Histoire
La colline fortifiée de Castell Henllys se trouve à quelques kilomètres à l'est du village.